# Quản lý chuỗi cung ứng toàn cầu
Trong thương mại, quản lý chuỗi cung ứng toàn cầu (GSCM) được định nghĩa là phân phối hàng hóa và dịch vụ trên toàn mạng lưới toàn cầu của các công ty xuyên quốc gia nhằm tối đa hóa lợi nhuận và giảm thiểu lãng phí.  Về cơ bản, quản lý chuỗi cung ứng toàn cầu cũng giống như quản lý chuỗi cung ứng, nhưng nó tập trung vào các công ty và tổ chức xuyên quốc gia. Quản lý chuỗi cung ứng toàn cầu có sáu lĩnh vực tập trung chính: quản lý hậu cần, định hướng đối thủ cạnh tranh, định hướng khách hàng, điều phối chuỗi cung ứng, quản lý cung ứng và quản lý vận hành.  Sáu lĩnh vực tập trung này có thể được chia thành bốn lĩnh vực chính: tiếp thị, hậu cần, quản lý cung ứng và quản lý hoạt động.  Quản lý thành công chuỗi cung ứng toàn cầu cũng đòi hỏi phải tuân thủ các quy định quốc tế khác nhau được đặt ra bởi nhiều tổ chức phi chính phủ (ví dụ:  Liên Hợp Quốc).
Quản lý chuỗi cung ứng toàn cầu có thể bị ảnh hưởng bởi một số chủ thể áp đặt các chính sách điều chỉnh các khía cạnh nhất định của chuỗi cung ứng.  Các tổ chức chính phủ và phi chính phủ đóng một vai trò quan trọng trong lĩnh vực này khi họ tạo ra và thực thi luật pháp hoặc các quy định mà các công ty phải tuân thủ.  Các chính sách điều tiết này thường điều chỉnh các vấn đề xã hội liên quan đến việc thực hiện và vận hành chuỗi cung ứng toàn cầu (ví dụ như lao động, môi trường, v.v.).  Các chính sách quy định này buộc các công ty phải tuân thủ các quy định được đặt ra thường ảnh hưởng đến lợi nhuận của công ty.
Điều hành và quản lý chuỗi cung ứng toàn cầu đi kèm với một số rủi ro.  Những rủi ro này có thể được chia thành hai loại chính: rủi ro phía cung và rủi ro phía cầu.  Rủi ro phía cung là một danh mục bao gồm các rủi ro kèm theo sự sẵn có của nguyên liệu thô ảnh hưởng đến khả năng đáp ứng nhu cầu của khách hàng.  Rủi ro về phía cầu là một danh mục bao gồm các rủi ro liên quan đến tính sẵn có của sản phẩm hoàn chỉnh.  Tùy thuộc vào chuỗi cung ứng, người quản lý có thể chọn giảm thiểu hoặc chấp nhận những rủi ro này.  Quản lý chuỗi cung ứng toàn cầu thành công xảy ra sau khi thực hiện khuôn khổ tập trung phù hợp, tuân thủ các quy định quốc tế do chính phủ và các tổ chức phi chính phủ đặt ra và nhận ra và xử lý thích hợp các rủi ro liên quan trong khi tối đa hóa lợi nhuận và giảm thiểu lãng phí.

## Khu vực tập trung

### Tiếp thị
Tiếp thị cần được các nhà quản lý chuỗi cung ứng toàn cầu nhấn mạnh để tạo ra giá trị, sự hài lòng và lòng trung thành của khách hàng.  Giá trị khách hàng, sự hài lòng và lòng trung thành dẫn đến tỷ suất lợi nhuận được cải thiện, từ đó dẫn đến tăng trưởng chung của công ty.  Các nhà quản lý cần suy nghĩ về chiến lược của họ và ý nghĩa của chiến lược trên toàn bộ chuỗi cung ứng.  Một chiến lược thị trường thường được sử dụng giữa các doanh nghiệp với chuỗi cung ứng toàn cầu là chiến lược quan điểm của khách hàng.
Quan điểm của khách hàng đối với chiến lược tiếp thị có nghĩa là tập trung chủ yếu vào khách hàng.  Quan điểm này tập trung vào việc hiểu sự phức tạp của các giá trị khách hàng.  Quan điểm này liên quan đến sự hiểu biết và cách khách hàng xác định và phát triển các giá trị của họ.  Bằng cách hiểu cách khách hàng đặt giá trị của họ, một công ty có thể thực hiện các thay đổi để thu hút các giá trị của cơ sở khách hàng, từ đó dẫn đến lợi nhuận cao hơn.
Có bốn thách thức phổ biến và quan trọng mà các nhà quản lý phải đối mặt khi cố gắng thiết kế và thực hiện chiến lược tiếp thị liên quan tốt nhất đến giá trị của khách hàng.  Vấn đề đầu tiên mà các nhà quản lý phải đối mặt là thách thức về việc hiểu chính xác những gì khách hàng đánh giá cao trong chuỗi cung ứng toàn cầu.  Hiểu giá trị của khách hàng trong chuỗi cung ứng toàn cầu tập trung vào nhiệm vụ xác định dòng cung nào mà khách hàng đánh giá cao nhất.  Thách thức thứ hai là phải hiểu được những thay đổi liên tục về giá trị của khách hàng trong toàn bộ chuỗi cung ứng toàn cầu.  Vì khách hàng liên tục thay đổi những gì họ coi trọng, nên việc đi trước xu hướng và cố gắng dự đoán giá trị thay đổi ngày càng khó khăn.  Thách thức thứ ba là phải cung cấp các giá trị trong một môi trường mới chưa từng thấy mức độ thị trường này.  Thị trường toàn cầu đang ngày càng trở nên phổ biến mà các công ty đang tận dụng, do đó thách thức trong việc cung cấp các giá trị ở một quốc gia / khu vực chưa từng tiếp xúc với thị trường như thế này trước khi phát sinh.  Thách thức cuối cùng là tạo ra và luôn cam kết với các giải pháp được thiết kế để giải quyết các vấn đề này.  Các giải pháp cho những thách thức này được thực hiện và đó là một thách thức trong chính nó để bám sát các giải pháp này, đặc biệt khi các doanh nghiệp đã tăng cường nhấn mạnh vào các nỗ lực giảm chi phí.

### Hậu cần
Khi quản lý chuỗi cung ứng toàn cầu, điều quan trọng là phải nhấn mạnh vào hiệu quả hậu cần vì đã có sự gia tăng trong tiếp thị quốc tế giữa doanh nghiệp với doanh nghiệp.  Logistics vốn đã khó khăn và phức tạp đối với một chuỗi cung ứng toàn cầu vì nó liên quan đến các quy định thương mại, khoảng cách vận chuyển và các vấn đề liên quan đến tiền tệ.  Các công ty và/hoặc tổ chức chú trọng vào quản lý hậu cần có thể thấy mình có lợi thế cạnh tranh nghiêm trọng vì nó có tác động rõ ràng đến khách hàng.
Tập trung vào sở thích của khách hàng khi thực hiện và quản lý một dịch vụ hậu cần của công ty đã được chứng minh là cung cấp cho tổ chức một số lợi ích.  Một trong những lợi ích chính là giảm chi phí.  Chi phí có thể được giảm nếu công ty xác định tất cả các phân khúc logistic cần thiết và sau đó loại bỏ không cần thiết và dư thừa.  Tùy chỉnh hậu cần không chỉ làm giảm chi phí, mà còn tăng doanh thu bằng cách kêu gọi cơ sở khách hàng, từ đó trung thành với doanh nghiệp.
Để duy trì tính cạnh tranh, các tổ chức cần phát triển các chiến lược logistic toàn cầu nhằm thu hút một cách thích hợp và hiệu quả các nhu cầu của khách hàng.  Bằng cách này, các công ty có thể tận dụng thị trường toàn cầu ngày càng có lợi nhuận.

### Quản lý nguồn cung cấp
Quản lý cung ứng liên quan đến sự phát triển và quản lý của mối quan hệ kinh doanh và nhà cung cấp quan trọng.  Khi thị trường trở nên tiến bộ toàn cầu, chiến lược của các nhà cung cấp gia công đã ngày càng được sử dụng.  Các nhà cung cấp bên ngoài có một số lợi ích cho một doanh nghiệp nếu họ có thể phát triển mối quan hệ một cách hiệu quả.

## Lý thuyết quản lý

### Khung hậu cần thế kỷ 21
Khung hậu cần thế kỷ 21 là một lý thuyết quản lý chuỗi cung ứng toàn cầu được phát triển tại Đại học bang Michigan và được giới thiệu vào thế giới kinh doanh vào năm 1999.  Khung xác định sáu năng lực kinh doanh cần thiết để vận hành chuỗi cung ứng toàn cầu.  Có nhiều khả năng cơ bản cho mỗi năng lực ảnh hưởng đến quyết định quản lý.  Sáu năng lực là: tích hợp khách hàng, tích hợp nội bộ, tích hợp nhà cung cấp vật liệu / dịch vụ, tích hợp công nghệ và lập kế hoạch, tích hợp đo lường và tích hợp mối quan hệ.
Các khả năng gắn liền với năng lực tích hợp của khách hàng là: tập trung vào phân khúc, mức độ phù hợp, khả năng đáp ứng và tính linh hoạt.  Tập trung vào phân khúc đề cập đến khả năng phát triển các chương trình hướng đến khách hàng được thiết kế đặc biệt để đạt được thành công tối đa của khách hàng.  Sự liên quan đề cập đến khả năng duy trì và sửa đổi tập trung của khách hàng để phản ánh những kỳ vọng thay đổi liên tục.  Sự đáp ứng đề cập đến khả năng đáp ứng các yêu cầu / yêu cầu của khách hàng độc đáo và không lường trước được.  Tính linh hoạt đề cập đến khả năng thích ứng thích hợp với mọi tình huống bất ngờ.
Thống nhất chức năng chéo, tiêu chuẩn hóa, đơn giản hóa và tuân thủ là các khả năng cơ bản có liên quan đến năng lực tích hợp nội bộ.  Thống nhất chức năng chéo đề cập đến khả năng đưa các hoạt động hợp tác tiềm năng vào các quy trình hoạt động có thể quản lý được.  Tiêu chuẩn hóa đề cập đến khả năng thực hiện các chính sách / thủ tục nhằm giải quyết mọi hoạt động đồng thời.  Đơn giản hóa đề cập đến khả năng xác định, áp dụng, thực hiện và cải thiện các hoạt động kinh doanh tốt nhất có thể.  Tuân thủ đề cập đến khả năng tuân theo bất kỳ chính sách nào được thiết lập.
Các khả năng liên quan đến tích hợp nhà cung cấp vật liệu / dịch vụ là: liên kết chiến lược, hợp nhất hoạt động, liên kết tài chính và quản lý nhà cung cấp.  Khả năng phát triển văn hóa doanh nghiệp hoặc tầm nhìn chung tạo ra trách nhiệm chung được xác định là liên kết chiến lược.  Khả năng hợp nhất các hệ thống với nhau để giảm sự dư thừa được định nghĩa là phản ứng tổng hợp hoạt động.  Liên kết tài chính đề cập đến khả năng tham gia liên doanh tài chính với các nhà cung cấp để đạt được các mục tiêu chung.  Quản lý nhà cung cấp đề cập đến khả năng mở rộng quản lý để bao gồm cấu trúc phân cấp của các nhà cung cấp.
Quản lý thông tin, truyền thông nội bộ, kết nối và dự báo và lập kế hoạch hợp tác là những khả năng bao gồm công nghệ và lập kế hoạch tích hợp.  Khả năng sử dụng các giao dịch liền mạch trên toàn bộ chuỗi để phân bổ tài nguyên trong toàn chuỗi được gọi là quản lý thông tin.  Giao tiếp nội bộ đề cập đến khả năng giao tiếp trong doanh nghiệp theo cách phù hợp.  Khả năng giao tiếp và trao đổi thông tin giữa doanh nghiệp và đối tác chuỗi cung ứng bên ngoài được gọi là kết nối.  Dự báo và lập kế hoạch hợp tác đề cập đến khả năng cộng tác với khách hàng để xác định và phát triển tầm nhìn chung.
Các khả năng làm nền tảng cho sự tích hợp đo lường là: đánh giá chức năng, số liệu toàn diện và tác động tài chính.  Đánh giá chức năng đề cập đến khả năng phát triển và thực hiện một công cụ đo lường hiệu suất phù hợp.  Các số liệu toàn diện đề cập đến khả năng thực hiện các tiêu chuẩn hiệu suất kinh doanh chéo.  Tác động tài chính đề cập đến mối liên hệ trực tiếp giữa hiệu suất chuỗi cung ứng tổng thể và kết quả đo lường tài chính.
Các khả năng làm nền tảng cho việc tích hợp mối quan hệ là: tính đặc thù của vai trò, hướng dẫn, chia sẻ thông tin và chia sẻ lợi ích / rủi ro.  Tính cụ thể của vai trò đề cập đến khả năng xác định rõ ràng vai trò lãnh đạo và thiết lập một tập hợp các trách nhiệm chung và cá nhân.  Nguyên tắc đề cập đến khả năng tạo và thực hiện các chính sách / quy tắc chi phối các tương tác hàng ngày.  Chia sẻ thông tin đề cập đến sự sẵn sàng chia sẻ thông tin quan trọng (thường bao gồm thông tin tài chính, kỹ thuật hoặc chiến lược) trong toàn bộ chuỗi cung ứng.  Chia sẻ lợi nhuận / rủi ro đề cập đến việc phân chia và phân bổ phần thưởng / hình phạt một cách thích hợp.
Khung hậu cần thế kỷ 21 cho phép các nhà quản lý xác định và thực hiện các khả năng cơ bản quan trọng nhất được bao gồm trong sáu năng lực kinh doanh.  Khung này cho phép các nhà quản lý tự do quyết định những gì họ tin là khả năng quan trọng nhất cần được triển khai để vận hành chuỗi cung ứng toàn cầu thành công.

### Lý thuyết hợp tác của con người
Lý thuyết hợp tác của con người cho thấy có bằng chứng mạnh mẽ để chứng minh rằng đầu tư vào quản lý chuỗi cung ứng có tác động lớn nhất khi họ tập trung vào việc cho phép hợp tác chuỗi cung ứng.  Lý thuyết quản lý này tập trung vào khả năng của các nhà quản lý để đầu tư và thúc đẩy sự hợp tác của con người giữa các nhân viên trong chuỗi cung ứng toàn cầu.  Sự hợp tác của con người được định nghĩa là việc sử dụng các kỹ năng thông qua việc hài hòa các cá nhân, nhóm và tổ chức để đạt được những điều lớn hơn mà một cá nhân không thể đạt được.  Lý thuyết / khuôn khổ hợp tác của con người đưa ra bốn thành phần chính.  Thành phần đầu tiên liên quan đến các lực thúc đẩy sự thay đổi, phần thứ hai tập trung vào các tài sản quy trình công nghệ con người tạo ra sự hợp tác mạng, phần thứ ba liên quan đến các lực lượng chống lại khuyến khích mọi người chống lại sự hợp tác và thành phần thứ tư xem xét hiệu suất cộng tác mong muốn.  Lý thuyết nêu rõ rằng để thực hiện và vận hành chuỗi cung ứng toàn cầu thành công, người quản lý phải hiểu và sử dụng các thành phần này.
Lý thuyết nêu rõ rằng để thực hiện và vận hành hệ thống cộng tác tốt nhất, người quản lý phải; xây dựng niềm tin giữa những người chơi khác nhau của chuỗi (nhà cung cấp và nhà sản xuất), thiết lập văn hóa hỗ trợ ra quyết định và làm việc, thực hiện một hệ thống khen thưởng phù hợp và sử dụng các hoạt động hiệp đồng.  Theo các nhà sáng tạo lý thuyết, một người quản lý phải tuân theo bốn bước để chuyển đổi mạng của họ thành một mạng lưới hợp tác hơn.  Bước đầu tiên là nhận ra rằng để cạnh tranh, công ty sẽ yêu cầu những đổi mới có thể được đề xuất bởi những người bên ngoài ranh giới doanh nghiệp và do đó để tiếp cận những người này, họ cần phải hợp tác nhiều hơn với các đối tác bên ngoài.  Sau đó, họ phải thay đổi quan điểm về việc đạt được sự hợp tác bằng cách thừa nhận các loại cộng tác khác nhau (giao dịch, hợp tác, phối hợp, đồng bộ hóa).  Tiếp theo, người quản lý phải phát triển một kế hoạch hợp tác để đạt được mục tiêu mà anh ấy / cô ấy đặt ra để đạt được.  Cuối cùng, người quản lý phải phát triển các kiểm soát phù hợp để đảm bảo các mục tiêu / nhiệm vụ có thể được đáp ứng.  Nếu một nhà quản lý tuân theo các khuyến nghị được đưa ra bởi lý thuyết này, thì họ sẽ thực hiện một chuỗi cung ứng toàn cầu phù hợp tập trung vào sự hợp tác của con người, từ đó sẽ mang lại kết quả tốt hơn.

## Quy định quốc tế

### Vai trò của chính phủ
Chính phủ có thể đóng một vai trò lớn trong việc điều chỉnh các khía cạnh nhất định của chuỗi cung ứng toàn cầu.  Chính phủ có một loạt các công cụ chính sách mà họ có thể sử dụng để thực hiện các quy định.  Những công cụ này bao gồm nhưng không giới hạn ở: thuế, ưu đãi tài chính, quy định, tự do hóa, cơ sở hạ tầng, quy hoạch sử dụng đất, và tư vấn và hô hào.  Tuy nhiên, trước khi thiết kế và thực hiện một quy định, điều quan trọng là các chính phủ phải phân tích chính xác bất kỳ hiệu ứng bậc hai nào có thể xảy ra.  Hiệu ứng bậc hai được định nghĩa là hiệu ứng bù đắp xảy ra ở nơi khác do việc thực thi chính sách.
Gần đây, đã có một xu hướng ổn định của các chính phủ tạo ra và thực hiện các quy định để thúc đẩy chuỗi cung ứng xanh.  Để thiết kế và thực hiện chính phủ phù hợp cần phải tính đến năm khía cạnh của hậu cần bền vững.  Đầu tiên là giảm cường độ vận chuyển hàng hóa vì chính phủ đang cần thiết phải đưa ra các chính sách rõ ràng để khuyến khích các công ty giảm lượng vận chuyển hàng hóa trong hệ thống của họ.  Khía cạnh thứ hai là phân chia phương thức vận chuyển hàng hóa, mà tác giả mô tả là chuyển hàng hóa sang chế độ vận chuyển xanh hơn.  Chính phủ có thể thúc đẩy điều này bằng cách sử dụng các công cụ chính sách (thường là thuế, khuyến khích tài chính, quy định và các biện pháp cơ sở hạ tầng).  Khía cạnh thứ ba là sử dụng phương tiện mà chính phủ phải cố gắng thúc đẩy các công ty cải thiện việc sử dụng vận tải hàng hóa đường bộ.  Điều này có thể được thực hiện thông qua thuế, quy định, tự do hóa, và ủy ban tư vấn.  Khía cạnh thứ tư là tăng hiệu quả năng lượng thường thấy khi giới thiệu các chương trình hiệu quả chung.  Chính phủ có thể tăng thuế nhiên liệu, trợ cấp các chương trình đào tạo lái xe, giảm và thực thi giới hạn tốc độ, áp đặt tiêu chuẩn tiết kiệm nhiên liệu, khuyến khích loại bỏ các phương tiện cũ và đưa ra lời khuyên để thúc đẩy tiêu chuẩn hiệu quả năng lượng cao hơn.  Khía cạnh thứ năm và cuối cùng là cắt giảm khí thải liên quan đến sử dụng năng lượng cần được giải quyết thông qua một chính sách.

### Vai trò của Liên hợp quốc
Liên Hợp Quốc đóng một vai trò lớn trong việc thiết kế và thực hiện các quy định quốc tế có tác động rất lớn đến hoạt động và quản lý chuỗi cung ứng toàn cầu.  Liên Hợp Quốc đã tạo ra UN Global Compact, một tổ chức nhằm huy động một phong trào toàn cầu gồm các công ty và các bên liên quan bền vững.  UN Global Compact cố gắng huy động một phong trào toàn cầu bằng cách hỗ trợ các công ty có trách nhiệm và thúc đẩy các mục tiêu xã hội.  Tổ chức đã tạo ra một bộ mười nguyên tắc mà họ mong đợi các công ty tuân thủ.  Mười nguyên tắc thuộc các phạm trù rộng lớn hơn về quyền con người, lao động, môi trường và chống tham nhũng.  Liên quan đến quyền con người, tổ chức này khuyến khích các doanh nghiệp hỗ trợ và tôn trọng quyền con người, và đảm bảo họ không lạm dụng bất kỳ luật nhân quyền nào được thiết lập.  Các nguyên tắc lao động liên quan đến việc công nhận thương lượng tập thể, loại bỏ lao động cưỡng bức, xóa bỏ lao động trẻ em và xóa bỏ phân biệt đối xử.  Các nguyên tắc môi trường tập trung vào việc thận trọng với các thách thức môi trường, thúc đẩy trách nhiệm môi trường lớn hơn và khuyến khích phát triển các công nghệ thân thiện với môi trường.  Nguyên tắc chống tham nhũng nói rằng các doanh nghiệp nên làm việc chống tham nhũng.  Họ đã xuất bản hai hướng dẫn minh họa cách các doanh nghiệp có thể thực hiện mười nguyên tắc trong suốt chuỗi cung ứng của họ và tích hợp tính bền vững.  Các hướng dẫn này nêu rõ rằng các công ty có thể đạt được tính bền vững của chuỗi cung ứng bằng cách thực hiện các bước nhất định bao gồm: cam kết, xác định, thực hiện, đánh giá, đo lường và truyền đạt để trở nên bền vững.

## Rủi ro hoạt động

### Rủi ro từ phía cung
Rủi ro phía cung là một danh mục bao gồm các rủi ro kèm theo sự sẵn có của nguyên liệu thô ảnh hưởng đến khả năng đáp ứng nhu cầu của khách hàng.  Một số vấn đề có thể phát sinh từ việc vận hành chuỗi cung ứng toàn cầu.  Rủi ro về nguồn cung phổ biến thường là việc mất nhiều thời gian để nhận sản phẩm từ khắp nơi trên thế giới và các nhà cung cấp có thể không nhất thiết phải hoạt động theo cùng tiêu chuẩn chất lượng.  Các nhà cung cấp bên ngoài có thể cung cấp cho doanh nghiệp một số lợi ích nhưng rất nhiều rủi ro đi kèm với nó.  Một rủi ro lớn là thực tế là tiền tệ toàn cầu luôn thay đổi, một thay đổi nhỏ về ngoại tệ có thể có tác động lớn đến lợi nhuận chung mà một doanh nghiệp nhận được.  Sự thay đổi thời gian xử lý đơn đặt hàng của nhà cung cấp là một rủi ro khác về phía cung mà ngày càng rủi ro khi thuê ngoài nhà cung ứng.  Rủi ro này được xác định bởi thực tế là thời gian nhà cung cấp phải hoàn thành đơn hàng có thể thay đổi cho mỗi đơn hàng.  Các doanh nghiệp không chắc chắn chính xác làm thế nào nhà cung cấp sẽ giải quyết đơn đặt hàng và liệu họ có thể giao sản phẩm đúng hạn hay không.

### Rủi ro về phía cầu
Rủi ro về phía cầu là một danh mục bao gồm các rủi ro liên quan đến tính sẵn có của sản phẩm hoàn chỉnh.  Rủi ro phía cầu chủ yếu xảy ra khi các công ty không thể giải quyết nhu cầu của cơ sở khách hàng.  Điều này có thể xảy ra khi nhu cầu của khách hàng cao hơn nguồn cung và công ty không có đủ cổ phiếu để giải quyết một cách thích hợp với nhu cầu của khách hàng.  Do nhu cầu của khách hàng thay đổi thường xuyên, rất khó để các nhà quản lý dự báo những gì cần thiết cho tháng tiếp theo sẽ tạo ra rủi ro hết hàng.